# Palazzo Barberini

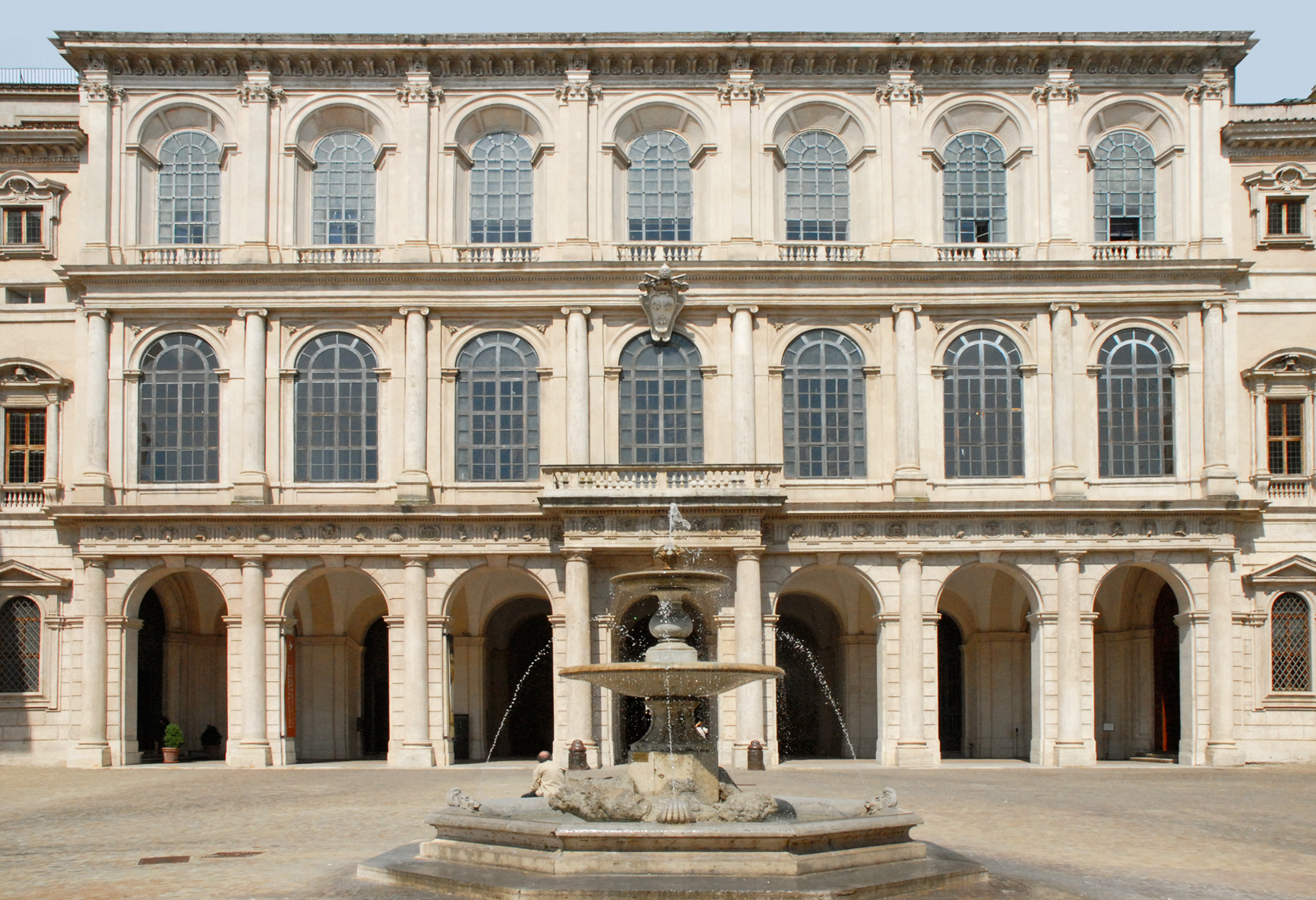
Palazzo Barberini.

Palazzo Barberini är ett palats vid Piazza Barberini i Rom. Det uppfördes i sluttningen mot Quirinalen 1625–1633 åt släkten Barberini.
Palatset påbörjades av Carlo Maderno med Francesco Borromini som medhjälpare och fullbordades av Giovanni Lorenzo Bernini.
Palazzo Barberini hyser idag Galleria Nazionale d'Arte Antica med en betydande del av italienska statens samlingar av äldre måleri och skulptur.